# Cotentin
Il Cotentin è una penisola della Francia (Normandia dell'ovest o Bassa Normandia, ai confini con la Bretagna), che si estende nel canale della Manica.

## Descrizione
Storicamente la regione si estende anche oltre i confini geografici della penisola, includendo le città di Saint-Lô, Villedieu-les-Poêles e Granville. Il Cotentin, con l'aggiunta della regione di Avranches a sud corrisponde in gran parte all'attuale dipartimento della Manica, mentre la regione di Vire fa parte del dipartimento del Calvados.
Geologicamente fa parte del massiccio armoricano e del bacino parigino e comprende le coste tra l'estuario del fiume Vire ad est e la baia del Mont Saint-Michel ad ovest. Geograficamente si divide in tre zone: 
- regione della Hague (attuale cantone di Beaumont-Hague), limitata tradizionalmente verso sud dal fiume Dielette e verso est dal fiume Divette, sul cui estuario sorge Cherbourg, costituisce l'angolo nord-occidentale della penisola, con il capo della Hague (Goury) e il capo detto Nez de Jobourg, o "Naso di Jobourg".
- passaggio del Cotentin con le paludi del Baptois (regione di Baupte), con terre basse e paludose che sono spesso inondate in inverno. La zona è attraversata da un tortuoso fiume della Douve, che passa presso Carentan e dai suoi numerosi affluenti. Vi si trova la foresta di Saint-Sauveur-le-Vicomte.
- vallata della Saire.

Il nome della penisola deriva da pagus Costantiensis, ossia regione della città di Coutances, che aveva preso il nome dall'imperatore Costanzo Cloro. In origine il nome era anche scritto come Costentin.

## Storia
Nella storia ha fatto parte della antica diocesi di Coutances e successivamente della contea, del baillage, della signoria, e del Grand baillage del Cotentin, e infine della generalità di Caen.

### Seconda guerra mondiale
Il Cotentin è stato uno dei principali luoghi di combattimento, in Francia, durante la seconda guerra mondiale con la battaglia di Normandia (giugno - agosto 1944) che diede luogo a numerose distruzioni di città, villaggi e altre località storiche fra le quali molti castelli e palazzi.  
Il Cotentin fu il luogo dello sbarco sulla spiaggia di Utah e il massiccio lancio di paracadutisti alleati sulla zona di Sainte-Mère-Église del 6 giugno 1944 e della successiva, difficile progressione delle truppe statunitensi per occupare il porto di Cherbourg al fine di rompere il fronte tedesco dopo la sanguinosa battaglia delle siepi dell'estate del 1944, combattimento che comportò forti perdite sia tra i militari che tra i civili.